# Carotaggio

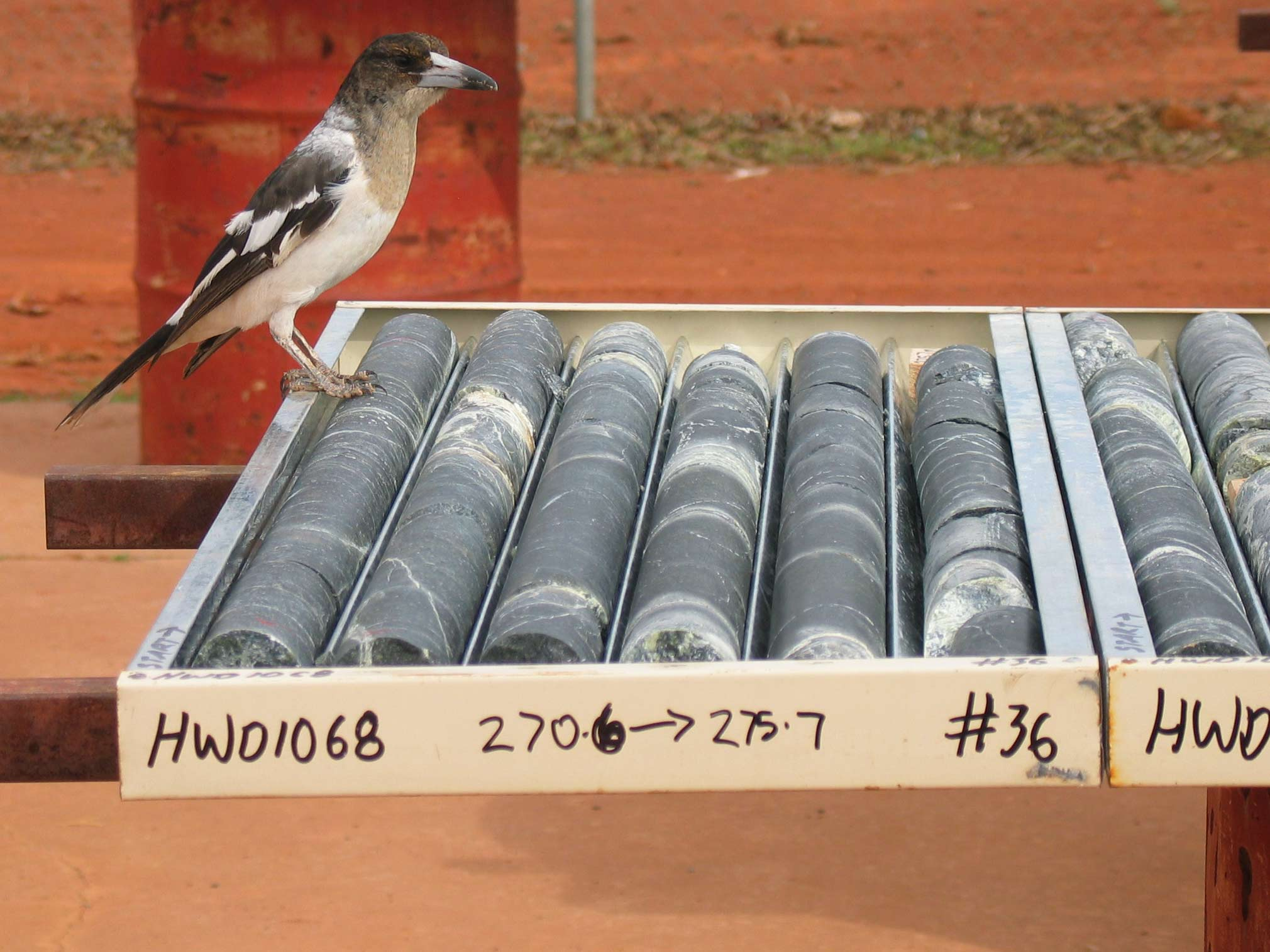
Carota di fondo

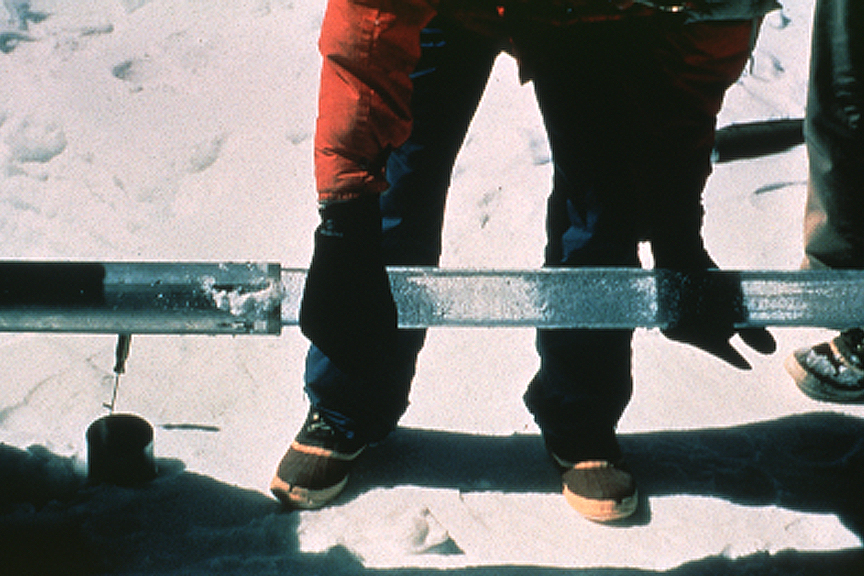
Carota prelevata in un ghiacciaio

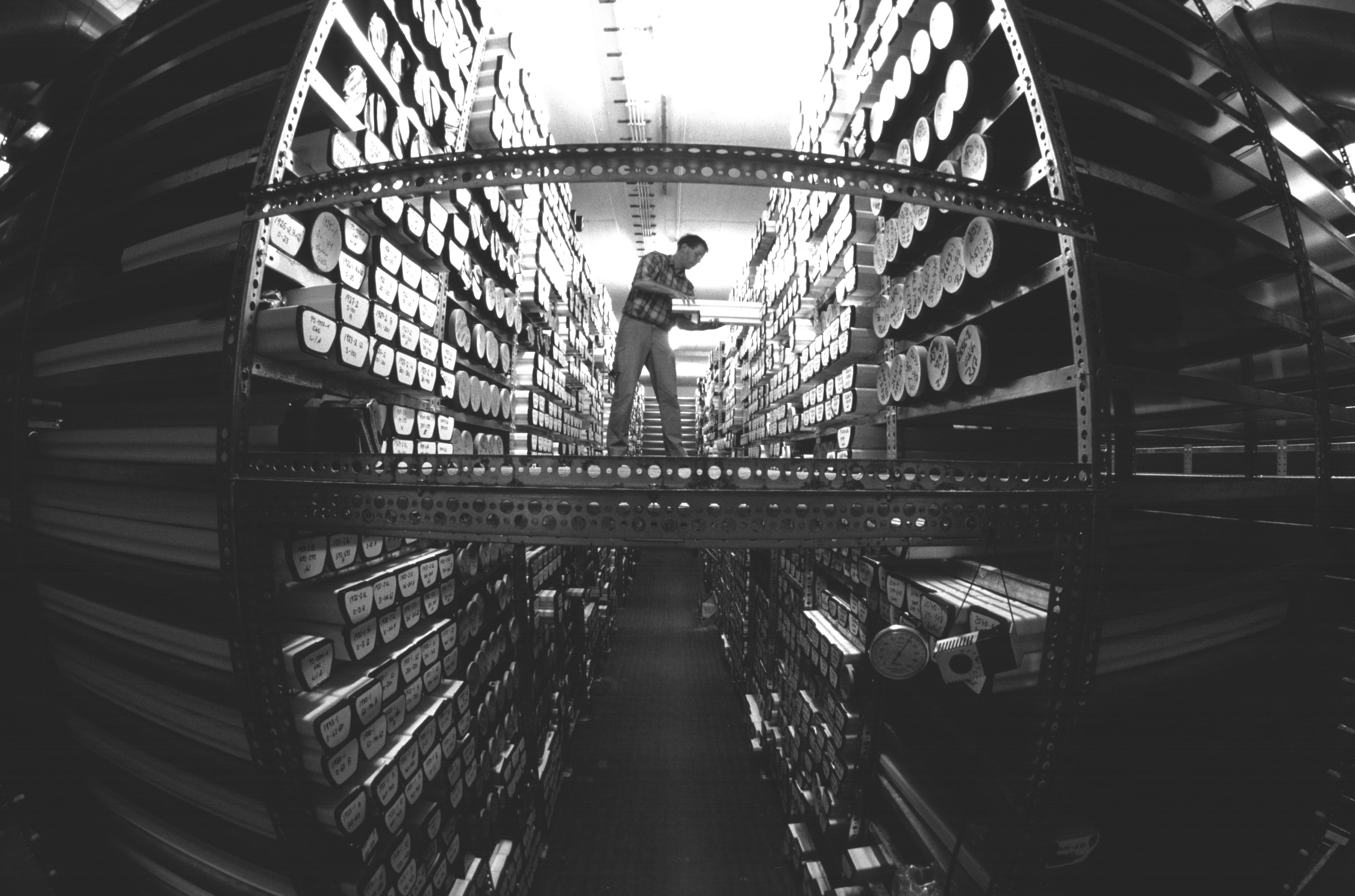
Archivio di carote presso un centro di ricerca

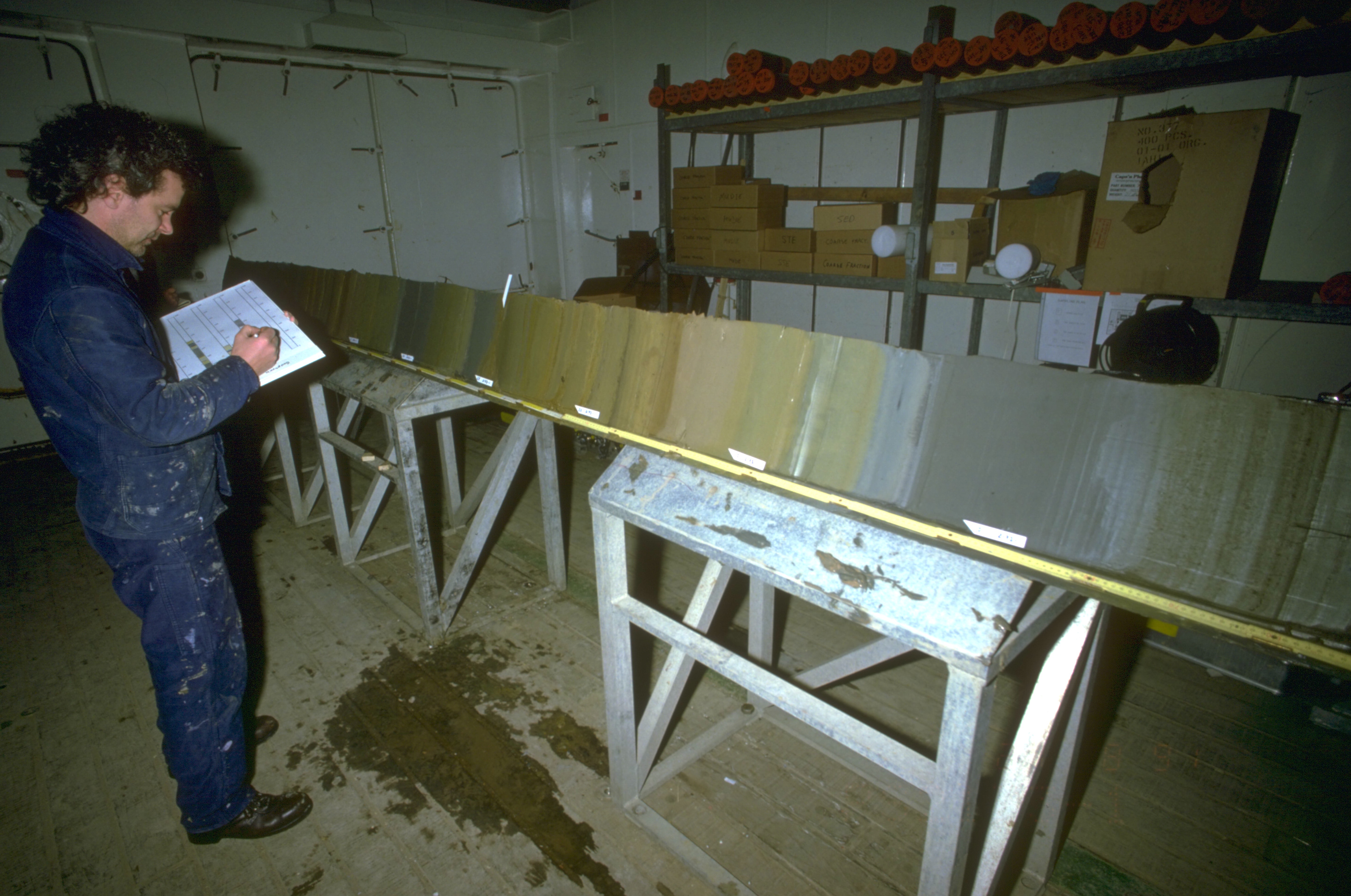
Sedimentologo che effettua la descrizione di una carota nel laboratorio di una nave oceanografica

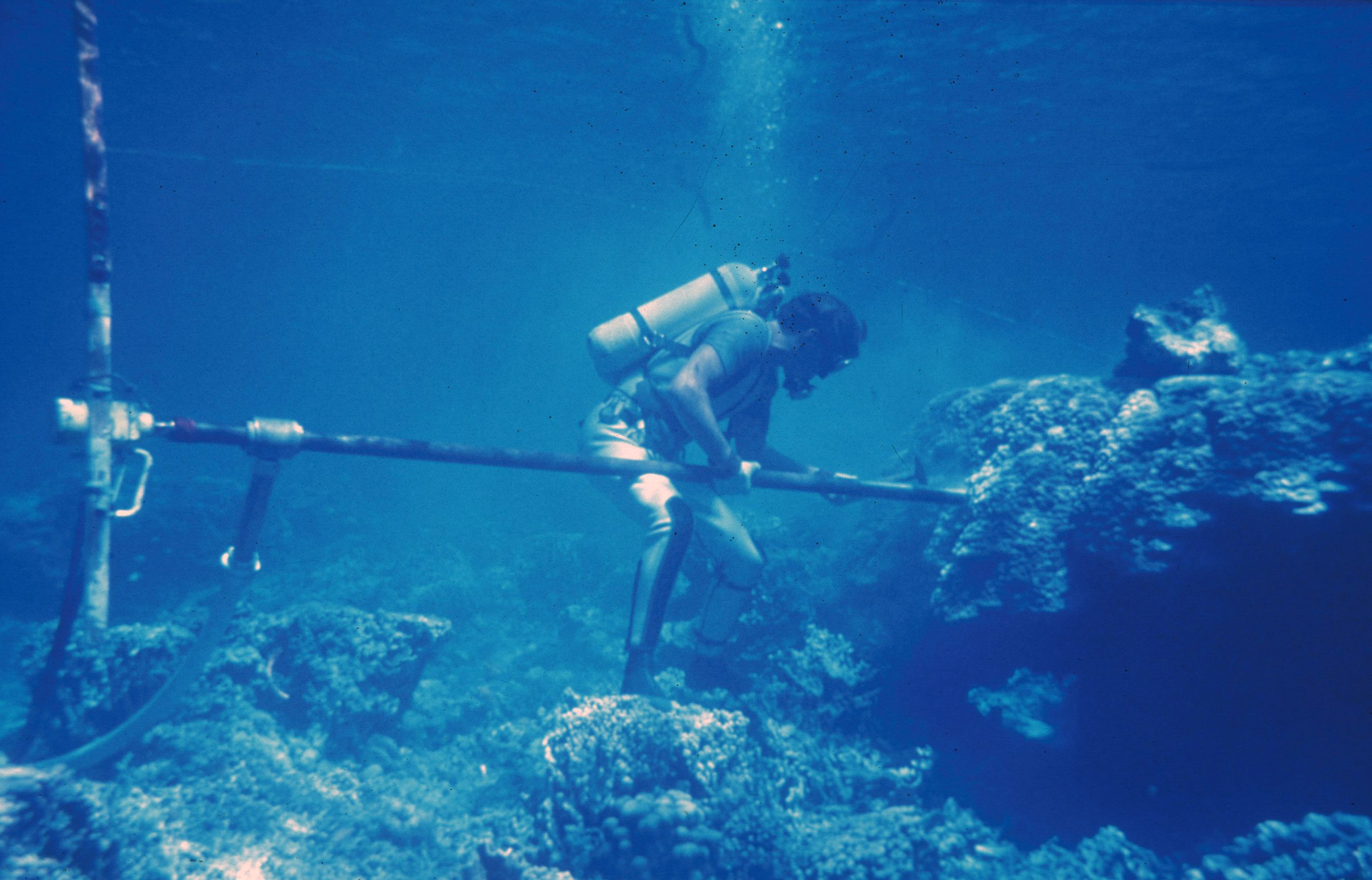
Carotaggio subacqueo scientifico entro una barriera corallina

Il carotaggio è una tecnica di campionamento che consiste in prelievi di campioni di suolo o ghiaccio o roccia o legno cilindrici a scopo di analisi chiamati carote.
Le carote possono essere prelevate per diverse finalità: esigenza di analisi petrofisiche, paleontologiche, sedimentarie, stratigrafiche, mineralogiche, analisi climatologiche, archeologiche, dendrocronologiche ed ingegneristiche.
Nei decenni passati venivano chiamati carotaggi elettrici le registrazioni di dati petrofisici effettuate entro i pozzi per ricerca mineraria.

## Descrizione

Carota conservata nell'apposita cassetta di legno: sono visibili le tracce segnate con pennarelli per permettere il corretto orientamento dei frammenti della carota sia rispetto l'alto (verso delle frecce) che fra di loro (allineamento e continuazione delle tracce verticali).

Per le carote recuperate durante la perforazione di pozzi si distingue fra carote di fondo e carote di parete. Le tecniche sviluppate ormai permettono di prelevare carote di fondo che possono essere lunghe fino a 27 metri circa e vengono prelevate tramite appositi carotieri posti alle estremità delle aste di perforazione al posto dei normali scalpelli di perforazione.
Le carote di parete sono piccoli cilindri di roccia (diametro di circa 2 cm e lunghi 4 cm al massimo), prelevati dalle pareti del foro dopo la sua perforazione e prima del suo rivestimento, tramite dedicati carotieri di parete, fatti discendere nel pozzo con la stessa tecnica "wireline" con cui si fa discendere la strumentazione per la registrazione dei "log" elettrici. Questi carotieri possono essere del tipo a fucile, in cui una fustella cilindrica metallica vuota è sparata in formazione e recuperata con dentro un campione di roccia incastrato all'interno della fustella, oppure dotati di una piccola testina diamantata di carotaggio ruotante tramite un motore elettrico, in questo caso il prelevamento della carota copia in miniatura la procedura di campionamento della carota di fondo. È possibile recuperare fino a 50 - 60 carote di parete, in sequenza, durante un'unica operazione.
Altre tecniche speciali sono state sviluppate per il prelevamento di carote dai sedimenti inconsolidati presenti sui fondali marini o lacustri, tramite carotieri che vengono discesi direttamente sul fondo o per carotaggi di ricerca in ambienti o materiali particolari.
Altre carote possono essere prelevate per scopi di prospezione nel corso di attività minerarie, o durante sondaggio geognostici per opere di ingegneria civile, quali la costruzione di gallerie, dighe, viadotti, che richiedono di conoscere anticipatamente le caratteristiche delle rocce che verranno interessate o sollecitate dall'esecuzione delle opere.

### Carotaggio di ghiaccio
Nell'ultimo decennio del secolo XX si è scoperto che è possibile prelevare carote di ghiaccio nei ghiacciai e nelle calotte glaciali. Queste carote forniscono indicazioni sull'evoluzione delle condizioni climatiche della Terra dall'epoca attuale fino a un periodo di centinaia di migliaia di anni, grazie alla capacità della neve di mantenere le stesse proprietà chimiche dipendenti dalle condizioni climatiche presenti nel momento della precipitazioni.
Ad esempio, alla base Vostok, sono stati analizzati i residui informativi degli ultimi 220 000 anni, grazie ad una perforazione nel ghiaccio profonda 2600 metri.

Attraverso le sostanze intrappolate nel ghiaccio, come ad esempio le bolle d'aria, è possibile innanzitutto stabilire le variazioni di metano e di anidride carbonica di un particolare periodo. Nei ghiacci sono conservate anche informazioni delle eruzioni vulcaniche.